# Боил
Боил (болг. Боил) — село в Болгарии. Находится в Силистренской области, входит в общину Дулово. Население составляет 915 человек.

## Политическая ситуация
В местном кметстве Боил, в состав которого входит Боил, должность кмета (старосты) исполняет Митхат Талят Юмер (Движение за права и свободы (ДПС)) по результатам выборов.
Кмет (мэр) общины Дулово — Митхат Мехмед Табаков (Движение за права и свободы (ДПС)) по результатам выборов.